# Maria Fromet
Pour les articles homonymes, voir Fromet.
Maria Léonie Fromet, née le 11 septembre 1902 à Chauny (Aisne) et morte le 11 janvier 1967 à Paris, est une actrice française, pensionnaire de la Comédie-Française. 

## Biographie
Fille de l'acteur Paul Fromet (1863-1933), Maria Fromet débute au cinéma en 1908 (à cinq ans), contribuant à de nombreux courts métrages principalement au cours des années 1910 ; son dernier film muet est le long métrage Gardiens de phare de Jean Gremillon (1929, avec son père et Gabrielle Fontan).
De cette période du muet, on peut également citer Les Misérables d'Albert Capellani (1913, avec Henry Krauss et Henri Étiévant, où elle est la première à incarner Cosette au grand écran) et L'Île sans nom de René Plaissetty (1922, avec Paul Amiot et Mary Massart).
Après le passage au parlant, elle apparaît encore dans quelques autres films français, dont Mélo de Paul Czinner (adaptation de la pièce éponyme évoquée plus loin, 1932, avec Gaby Morlay et Pierre Blanchar), Un seul amour de Pierre Blanchar (1943, avec le réalisateur et Micheline Presle) et La Poison de Sacha Guitry (son dernier film, 1951, avec Michel Simon et Germaine Reuver).
Très active au théâtre (où elle débute aussi à cinq ans), Maria Fromet joue notamment à Paris dans L'Oiseau bleu de Maurice Maeterlinck (1911, avec Georgette Leblanc et Séverin-Mars, Théâtre Réjane), Mélo d'Henri Bernstein (1929, avec Gaby Morlay et Charles Boyer, Théâtre du Gymnase) et Les Temps difficiles d'Édouard Bourdet (1934, avec Victor Boucher et Jacques Baumer, Théâtre Marigny).
Intégrant en 1938 la Comédie-Française, elle y joue entre autres dans Un chapeau de paille d'Italie d'Eugène Labiche (1938, avec Pierre Bertin et Gisèle Casadesus), L'École des maris de Molière (1945, avec Alfred Adam et Jean Desailly), Mademoiselle de Jacques Deval (1957, avec Denise Gence et Jean Marchat) et Oncle Vania d'Anton Tchekhov (1964, avec François Vibert et René Arrieu).
Sa dernière pièce à la Comédie-Française est Les Temps difficiles déjà citée en 1965, objet d'une adaptation téléfilmée en 1966 (avec Louis Seigner et André Falcon). Elle meurt moins de deux ans après le 11 janvier 1967 au sein de l'hôpital de l'Institut Pasteur dans le 15e arrondissement de Paris, et a été inhumée au cimetière de Champs-sur-Marne. Décédée à l'âge de 64 ans, Maria Fromet était divorcée depuis janvier 1941 de l'acteur Roger Hédouin (1888-1957).

## Filmographie partielle

### Cinéma
- 1908 : Le Noël de Colette de Victorin Jasset : Colette
- 1909 : La Récompense d'une bonne action de Camille de Morlhon : la petite fleuriste
- 1910 : La Tournée des grands ducs de Léonce Perret : rôle non spécifié
- 1910 : La Petite Fille aveugle de Victorin Jasset : rôle-titre
- 1910 : La Cigale et la Fourmi de Georges Monca
- 1910 : La Grève des forgerons de Georges Monca
- 1910 : Le Clown et le Pacha neurasthénique (ou Le Pacha neurasthénique) de Georges Monca
- 1910 : Athalie d'Albert Capellani
- 1910 : Par un jour de carnaval de Georges Denola
- 1910 : La Mariée du château maudit (ou La Fiancée du château maudit) d'Albert Capellani
- 1911 : La Tournée du percepteur de Georges Denola
- 1911 : Le cœur pardonne (ou L'amour qui aime) de Georges Monca
- 1911 : La Navaja de Michel Carré
- 1911 : Le Retour au foyer (Les Larmes de l'enfant) de Georges Denola
- 1911 : Une heure d'oubli (La Pigeonne) de Georges Denola
- 1911 : Péché de jeunesse (ou Le Roman d'un jour) d'Albert Capellani
- 1911 : Le Mariage aux épingles de Georges Monca
- 1911 : La Poupée de l'orpheline (ou La Poupée brisée) d'Albert Capellani
- 1911 : Le Secret du passé de Georges Monca
- 1911 : Rigadin n'aime pas le vendredi 13  de Georges Monca
- 1911 : Le Grand-père (L'Art d'être grand-père) de Georges Monca : Duroc
- 1911 : Le Mémorial de Sainte-Hélène (ou La Captivité de Napoléon) de Michel Carré
- 1911 : Oiseau de printemps, Hirondelle d'hiver de Georges Denola
- 1911 : La Gouvernante de Georges Denola
- 1911 : Les Petits désobéissants (Les Enfants désobéissants) de Georges Monca
- 1911 : Souris d'hôtel de Georges Denola
- 1911 : Le Médecin de service (Rigadin remplace le médecin de service) de Georges Monca
- 1911 : Les Mains vengeresses de Georges Monca
- 1911 : La Cabotine de Georges Monca
- 1912 : Le Crime de Toto (ou Toto jaloux) de Georges Denola
- 1912 : Pauvre Père de Georges Denola
- 1912 : Sa majesté Grippemiche de Georges Denola
- 1912 : La Porteuse de pain de Georges Denola
- 1912 : Les Mystères de Paris d'Albert Capellani
- 1912 : Josette d'Albert Capellani
- 1912 : Les Deux Gosses d'Adrien Caillard[7] : Claudinet
- 1912 : La Fille des chiffonniers de Georges Monca : Mariette enfant
- 1912 : Le Signalement d'Albert Capellani
- 1912 : Le Supplice d'une mère d'Adrien Caillard et Henri Pouctal : Jeanne
- 1913 : Zaza d'Adrien Caillard : la petite Dufresne
- 1913 : Les Misérables d'Albert Capellani[8] : Cosette
- 1913 : Le Petit Jacques de Georges Monca
- 1913 : La Comtesse noire de René Leprince et Ferdinand Zecca : Lili
- 1913 : Roger la Honte d'Adrien Caillard : Suzanne Laroque enfant
- 1913 : Rigadin fait un riche mariage de Georges Monca
- 1914 : Sans famille de Georges Monca : Rémi
- 1914 : La Tache de Maurice Le Forestier
- 1914 : La Douleur d'aimer de Georges Denola : Ninette
- 1915 : En famille de Georges Monca : Perrine
- 1917 : C'est pour les orphelins ! de Louis Feuillade : rôle non spécifié
- 1918 : Rigadin a fait un riche mariage de Georges Monca
- 1919 : Perdue de Georges Monca : Marcelle Monfort
- 1921 : William Baluchet, roi des détectives de Gaston Leprieur[9] : Roberte Castal
- 1922 : L'Île sans nom de René Plaissetty : Thérèse Hardant
- 1929 : Gardiens de phare de Jean Grémillon : rôle non spécifié
- 1932 : Ariane, jeune fille russe de Paul Czinner
- 1932 : Baleydier de Jean Mamy : Jeanne
- 1932 : Mélo de Paul Czinner : Christiane
- 1943 : Un seul amour de Pierre Blanchar : la religieuse
- 1951 : La Poison de Sacha Guitry : Mlle Aubanel

### Télévision(téléfilms)
- 1960 : Port-Royal de Jean Vernier : Deuxième sœur
- 1966 : Les Temps difficiles de Jean Pignol : Mme Antonin-Faure

## Théâtre (sélection)
(pièces jouées à Paris)

### Comédie-Française
- 1938 : Hedda Gabler d’Henrik Ibsen : Mme Elvsted
- 1938 : Un chapeau de paille d'Italie d'Eugène Labiche, mise en scène de Gaston Baty : la femme de chambre de la baronne
- 1938 : Cyrano de Bergerac d'Edmond Rostand, mise en scène de Pierre Dux : la distributrice
- 1939 : Le Misanthrope de Molière, mise en scène de Jacques Copeau : Éliante
- 1939 : Athalie de Jean Racine, mise en scène de Georges Le Roy : Salomith
- 1940 : On ne badine pas avec l'amour d'Alfred de Musset, mise en scène de Pierre Bertin : membre du chœur
- 1940 : Le Mariage forcé de Molière, mise en scène de Fernand Ledoux : 2e égyptienne
- 1941 : Iphigénie à Aulis d'Euripide : membre du chœur
- 1943 : Les Boulingrin de Georges Courteline : Félicie
- 1944 : Asmodée de François Mauriac, mise en scène de Jacques Copeau : Mademoiselle
- 1945 : L'École des maris de Molière, mise en scène de Denis d'Inès : Lisette
- 1946 : Feu la mère de Madame de Georges Feydeau, mise en scène de Fernand Ledoux : Annette
- 1948 : Cantique des cantiques de Jean Giraudoux, mise en scène de Louis Jouvet : une gitane
- 1949 : Jeanne la Folle de François Aman-Jean, mise en scène de Jean Meyer, Théâtre national de l'Odéon : 1re commère
- 1950 : Le Conte d'hiver de William Shakespeare, adaptation de Claude-André Puget, mise en scène de Julien Bertheau : Émilia
- 1951 : Madame Sans-Gêne de Victorien Sardou et Émile Moreau, mise en scène de Georges Chamarat, Théâtre national de l'Odéon : Toinon
- 1955 : Le Pavillon des enfants de Jean Sarment, mise en scène de Julien Bertheau : Juliette
- 1957 : Port-Royal d'Henry de Montherlant, mise en scène de Jean Meyer : Sœur Louise
- 1957 : Mademoiselle de Jacques Deval, mise en scène de Robert Manuel : Hélène
- 1959 : La Jalousie de Sacha Guitry, mise en scène de Jean Meyer : Julie Cervelat
- 1961 : Un fil à la patte de Georges Feydeau, mise en scène de Jacques Charon : une dame
- 1962 : La Colonie de Marivaux, mise en scène de Jean Piat : une députée
- 1963 : Les Caprices de Marianne d'Alfred de Musset, mise en scène de Julien Bertheau : Ciuta
- 1964 : Oncle Vania d'Anton Tchekhov, adaptation d'Elsa Triolet, mise en scène de Jacques Mauclair : Marina
- 1965 : Les Temps difficiles d'Édouard Bourdet, mise en scène de Maurice Escande : Mme Antonin-Faure

### Hors Comédie-Française
- 1911 : L'Oiseau bleu de Maurice Maeterlinck (Théâtre Réjane) : Robert / 1er enfant bleu / le petit frère à naître
- 1929 : Mélo d'Henri Bernstein (Théâtre du Gymnase) : Christiane
- 1933 : Le Bonheur de (et mise en scène par) Henri Bernstein (Théâtre du Gymnase) : Valentine
- 1934 : Les Temps difficiles d'Édouard Bourdet (Théâtre de la Michodière) : Loulou
- 1935 : Margot d'Édouard Bourdet, mise en scène de Pierre Fresnay (Théâtre Marigny) : Mlle de Guise